# Egeria (Stargate)
Egeria es un personaje dentro de la serie televisiva de ciencia ficción Stargate SG-1. Fue la reina y madre de una raza extraterrestre, la de los Tok'ra.
Egeria fundó a los Tok'ra cuando fue consciente de sus fallos y los de su descendencia, de ese modo dio nacimiento a una nueva raza, opuesta a los Goa'uld, esperando que esta fuera capaz de detener a Ra y a los demás Señores del Sistema.
Como otros tantos Goa'uld, ella asumió un rol en la historia de la tierra representando a Egeria en la mitología romana.
- Datos: Q5347763